# Ágios Charálampos (ort i Grekland, Mellersta Makedonien)
Ágios Charálampos är en ort i Grekland.   Den ligger i prefekturen Nomós Kilkís och regionen Mellersta Makedonien, i den norra delen av landet, 400 km norr om huvudstaden Aten. Ágios Charálampos ligger 217 meter över havet och antalet invånare är 138.
Terrängen runt Ágios Charálampos är huvudsakligen kuperad, men åt sydväst är den platt. Terrängen runt Ágios Charálampos sluttar västerut. Runt Ágios Charálampos är det glesbefolkat, med 18 invånare per kvadratkilometer. Närmaste större samhälle är Amáranta, 1,8 km söder om Ágios Charálampos. Trakten runt Ágios Charálampos består till största delen av jordbruksmark.